# Tyler Saint
Tyler Saint, pseudonimo di John Martell (Burlington, 3 marzo 1970), è un attore pornografico statunitense.

## Biografia
Nato nel Vermont, ha trascorso una difficile infanzia in affidamento, una volta cresciuto ha prestato servizio nell'Aeronautica militare. Dopo che un produttore lo contatta tramite un suo profilo su internet, debutta nell'industria della pornografia gay nel 2006. Dopo soli tre anni di attività ha partecipato ad oltre 20 film con i più importanti studios, come Falcon Studios, Hot House, Raging Stallion, Jet Set Men e molti altri, ottenendo numerose candidature ai premi dedicati al settore pornografico.
Egli diviene ben presto noto per le dimensioni del suo pene circonciso di 20 cm, ma soprattutto diviene noto per i modi dominanti delle sue prestazioni sessuali, dove si esibisce principalmente come attivo, tranne alcuni casi in cui si esibito come passivo. Egli predilige le scene di gruppo e sovente partecipa a pellicole sadomaso sempre nel ruolo del dominatore.
Dal 2009 collabora con il sito Boundgods.com, che propone video dai contenuti bondage e BDSM. Nel 2010 ha preso parte ad alcuni film bareback, sia come attivo che come passivo, sotto lo pseudonimo Austin Martin.
Dopo più di dieci nomination ai più noti premi del settore pornografico, nel 2009 vince un Grabby Awards come "Hottest Cock Cut".
Attualmente risiede a West Hollywood con il compagno Rob Peters, con il quale si è unito in matrimonio il 17 giugno del 2008.

## Premi

### Vinti
- Grabby Awards 2009 - Hottest Cock Cut
- XBIZ Awards 2010 - Gay Performer dell'anno[5] (ex aequo con Logan McCree)

### Candidature
- GayVN Awards 2008 - Miglior scena di gruppo
- GayVN Awards 2008 - Miglior scena di sesso
- GayVN Awards 2008 - Miglior scena a tre
- GayVN Awards 2008 - Performer dell'anno
- Grabby Awards 2008 - Miglior scena a due
- Grabby Awards 2008 - Miglior scena di gruppo
- Grabby Awards 2008 - Miglior scena di gruppo
- Grabby Awards 2008 - Miglior scena rimming
- Grabby Awards 2008 - Hottest Cock
- XBIZ Awards 2009 - Gay Performer dell'anno[6]
- GayVN Awards 2009 - Miglior attore di supporto
- GayVN Awards 2009 - Miglior attivo

## Filmografia parziale
- Gunnery Sgt. McCool, (2006)
- Vanished , (2007)
- Trunks 4: White Heat, (2007)
- Trouser Trout, (2007)
- Tough Stuff, (2007)
- Sun Soaked, (2007)
- Shacked Up, (2007)
- Link: The Evolution, (2007)
- Fraternity Gangbang 2 (2007)
- Bottom of the 9th: Little Big League III, (2007)
- Folsom Leather, (2007)
- Just Add Water, (2007)
- T.K.O., (2007)
- Jockstrap, (2007)
- Verboten: Part 1, (2007)
- The F Word, (2007)
- Dare, (2007)
- Stark Naked, (2008)
- Suck It Up, (2008)
- Red Hanky, (2008)
- Mens Room III: Ozark Mtn. Exit 8, (2008)
- Jock Itch, (2008)
- Hung Country for Young Men, (2008)
- Excess, (2008)
- Red Light, (2009)
- Private Party 3 (2009)
- Fisting All-Stars (2009)
- Butt Bouncers (2009)
- Taken: To The Lowest Level (2009)
- Flux (2009)
- Folsom Maneuvers (2009)
- Darkroom (2009)
- Fucking The Boss (2010)
- Abuse of Power (2010)
- Ring of Fire (2010)
- Coyote Point (2010)
- Reflex (2010)
- Rhodes's Rules (2010)